# ギャラクシーエンジェル (アニメ)
『ギャラクシーエンジェル』（Galaxy Angel）は、ブロッコリーによるキャラクターメディアミックス企画「Project G.A.」の一環として制作されたテレビアニメ作品。アニメ以外にもゲーム、コミック、ライトノベル、キャラクターグッズ等と企画、展開されている。その他の企画についてはギャラクシーエンジェル及びギャラクシーエンジェルIIを参照。
「Project G.A.」第1弾のアニメ版は2001年から2004年まで4度に渡ってシリーズ放送。本項ではこちらについて解説する。
TV放映版は全期一貫して『ギャラクシーエンジェル』のタイトルだが、ビデオパッケージでのタイトルは第2期より末尾にアルファベットを付加することでシリーズを区別している。2001年4月から9月まで第1期『ギャラクシーエンジェル』、2002年2月から3月まで第2期『ギャラクシーエンジェルZ（ゼット）』、2002年10月から2003年3月および2003年12月に第3期『ギャラクシーエンジェルA（エース）』（第1話 - 第26話）・『ギャラクシーエンジェルAA（ダブルエース）』（第27話 - 第51話）・『ギャラクシーエンジェルS（エス）』（第54話・第55話）、2004年7月から9月まで第4期『ギャラクシーエンジェルX（エックス）』が放送された。

## ストーリー
「ギャラクシーエンジェル隊」は、トランスバール皇国近衛軍に属する特殊部隊である。その任務は、古代文明が残した科学技術「ロストテクノロジー」の回収なのだが、実際にやっていることは、猫の捜索や誘拐事件の犯人捜し、VIPや超重要犯罪者の護送、アステロイドに放置された粗大ゴミの処理や惑星に刺さった釘抜きなどと、ほとんど「何でも屋」。
一応、本来の業務もしているのだが、回収されたロストテクノロジー自体が「船そのものがダイエットマシーンの巨大宇宙船」「周囲の人間の魂を入れ替えた挙句に強制成仏させる墓石」「人間を幼児化させるういろう」など、果たしてこれらが文明の発展にどう寄与したのか疑問を抱かせるテクノロジーばかり。さらにライバルの「ギャラクシーツインスター隊」に挑戦されたり、時空の歪みに引きずり込まれて着いた惑星で原始生活を始めたり、皇国にまつわる秘宝を巡って欲を張り合って隊員同士で乱闘をしたり、基地内に昆布の神が降臨したりなどなど……果たして彼女たちに安楽の日は訪れるのであろうか?

## 用語
ギャラクシーエンジェル隊
ロストテクノロジーの回収、管理を行うトランスバール皇国軍の特殊部隊。が、副業（アルバイトなど）のほうで何かと忙しく、どちらかというと厄介者扱いされている。第1 - 4期におけるメンバーの登場頻度については、主人公のミルフィーユ・桜葉を含めて必ず全員が登場するとは限らない。
ゲーム版でのエンジェル隊については、ギャラクシーエンジェル#用語を参照。
声優ユニットとしてのエンジェル隊については、ムーンエンジェル隊を参照。
エンジェル隊基地
エンジェル隊の拠点。エルシオールと同様に内部に都市を持つ巨大要塞。アニメ版にはエルシオールは存在せず、こちらでストーリーが展開する。惑星トランスバールに近接する、芯とヘタだけ残したリンゴ状の小惑星に置かれる。ツインスター隊基地もこの小惑星にあるが、俗に小惑星自体を「エンジェル基地」と呼ぶ場合が多い。ゲーム版GA第一作のオープニングムービーにエンジェル基地と思われる構造物が登場するが、衛星軌道上に存在していたこともあり、エオニア軍に真っ先に破壊されている。

## 登場人物
ミルフィーユ・桜葉（ミルフィーユ・さくらば）
声：新谷良子
本作の主人公。リゾート惑星ワイハのとあるレストランに勤めていたが、軍に入りエンジェル隊に配属。エンジェル隊には原作と違い、中途参入になっている（フォルテたちとはそのとき初対面）。原作に比べて天然ボケの面が色濃くなり、自分の周囲で何が起こっているかわかっておらず、楽観的で適当な人物になっている。また、任務で持ち帰ったロストテクノロジーを発動させてしまうことも多いトラブルメーカーである。アニメでは強運のみが存在し、原作のような凶運は訪れない。だが、年に1回「大凶運の日」というものが訪れ、その日に彼女を悲しませると、宇宙規模にも及びかねない災難が発生する。また、自分の強運で周りが被害があっても気づいていないことの方が多い。かなりの熱血屋でもある。頭に付けているカチューシャの花（花コプター）で飛んだりする場面もある。通称はなく、普通に「ミルフィーユ」と呼ばれている。またフォルテ以外のメンバーにも敬語でさん付け。
『ギャラクシーエンジェる〜ん』でもゲーム版同様ABSOLUTEで働いているが、頻繁にゲートを離れている。また、エンジェル隊の中で唯一ルーンエンジェル隊との絡みがある（紋章機も登場）。
蘭花・フランボワーズ（ランファ・フランボワーズ）
声：田村ゆかり
イイ男（容姿と財力）に目が無く、大変欲深い性格になっている。それが原因で起こるトラブルもしばしば。男性ロボットの裸を直視して大騒ぎして叫ぶ。窮地しのぎ、あるいは相手を喜ばすためについた嘘が、本人には収拾不能なまでに肥大化し、周囲を巻き込んでしまうこともある。一方でミルフィーユやヴァニラのボケにツッコミを入れたり、窮地に立たされた人間をほっとけない性格でもある。頭のアクセサリー「錘」は、時に武器になったりワイヤーとなったりまたは飛行道具や電話にもなる。ミントとヴァニラを両脇に抱えて全力疾走するなどメンバー一の力持ちでもある。
故郷にいたときに「シ・ショー」に格闘技の教えを受けていた。ハリウという姪が登場。また家族は皆彼女の頭のアクセサリーと同一の物を付けている。ミルフィーユとは出会い方が後になるため、フォルテと友人になっている。
ミント・ブラマンシュ
声：沢城みゆき
テレパシー能力がなく、代わりに情報処理を得意とした参謀役となっている。一応、言葉使いは丁寧かつツッコミ役ではあるが、自分の利益のためならば同僚を陥れようとしたり、趣味を隠すために抹殺を図るなど油断ならないところがある。また、お金持ちという部分が強調されており、話によっては金で物を言わせる場面も多々ある。だが、たまに自分の策に溺れたりもする。かわいいクマの刺繍をあしらったバッグから惑星破壊砲を取り出したり、メーモンというペット（飛行能力を有し、口から破壊光線を放つアザラシ似の動物）を召喚する。着ぐるみは自分の部屋の大型金庫に隠しており、中を見た人間は行方不明となっている。この、大型金庫のパスワードは「ジェリービーンズ大好き」である。また、コスプレ人形を火事で失ったときは、ほとんど変質者のような行動をとっていた。耳は付け耳だが、ミントの感情に応じて動く。またミント自身が飛行するため（原作版5巻でも飛行した）のアイテムでもある。
フォルテ・シュトーレン
声：山口眞弓
「ストリート・チルドレン」だったが、ウォルコットとの出会いがきっかけで軍士官学校に入った経緯を持つ。作中には一時軍を離れ、ある惑星の反政府勢力に属していたという描写もある。一応5人の中では中心的なツッコミ役だが、ツインスター隊と絡むとボケ役になる。肩と帽子から大量のミサイルを発射する場面がある。ノーマッドとは互いに憎まれ口を叩き合う仲で、よくノーマッドに銃を発砲する。基本的に荒っぽい姉御肌。ネズミが苦手。劇中、エンジェル隊メンバー5人の中で唯一人、銃を常時携帯していることから、彼女だけが正規の教育を受けた職業軍人であることがうかがえる。初期の口調は多少女性らしく語尾に「〜わよ」などをつけていたが、回を重ねるごとに男っぽい口調になった。特典のサウンドドラマではそのことを指摘されるシーンがある。
ヴァニラ・H（ヴァニラ・アッシュ）
声：かないみか
出自その他一切が謎に包まれている。原作系以上に寡黙で、ときおり謎めいた言葉を口にするのみ。寡黙なのは信仰している宗教が関係しているためである。ところが、怒るとヘッドギアにある石から都市を滅ぼすほどの光線で攻撃したり、ある男に傘を壊されたときは復讐と称して嫌がらせをしたりするなど、侮れない存在でもある。また信仰している宗教の教義にもとづいて行動する。一度だけポニーテールがドリルに変化したことがある。ノーマッドに関しては彼を化け物のわなに利用したり、雪山で遭難したときは食べたりするなどぞんざいに扱っているが、彼がさらわれたときは取り返すために追い掛け回したり、彼が彼女にまで復讐をはじめた時は手を差し伸べようとしたり、彼を失ったときは寂しがっていたりなど、一応大切に思っている一面もうかがえる。
ヘッドギアについては、第4期#15で、彼女の故郷と思われる地の人々が全員着用していたという描写がほぼ唯一である。
烏丸ちとせ（からすま ちとせ）
声：後藤沙緒里
第4期からライバルのツインスター隊の新メンバーとして登場。他のエンジェル隊メンバーと比べ、性格や設定などが大幅に変更されている。
寂しがり屋な性格で、エンジェル隊との些細ないざこざでエンジェル隊を目の敵にするようになり、ツインスター隊に加わった(エンジェル隊に在籍していることもあり)。以来エンジェル隊に復讐と称して色々なちょっかいを出してくるが、本当は仲良くなりたいという気持ちの裏返しである。「友情」「友達」という言葉に滅法弱く、ミルフィーユに親近感を持つが、一緒にいるとなぜか不幸を一身に被ってしまう。なぜかミドルネームを持っているらしく、ミドルネームは「復讐」（本人談）。
虚言癖があり、たびたび自分のことを「××病」（毎回異なる）と偽り、その場をしのぐ言い訳にしようとすることが多い。
『ギャラクシーエンジェる〜ん』ではエンジェル隊として扱われており、作中ではずっと経理をやっている。
ダルノー・ブラマンシュ
声：塚田正昭
第3期#18と第4期#16に、傍らにいる執事（声：石井康嗣）ともどもワンカットだけ登場した。エンジェル隊の6人とペイロー兄弟以外で、原作系とアニメ版双方に登場したキャラクターはこの2人だけである。
ウォルコット・O・ヒューイ
声：藤原啓治
年齢：55歳
トランスバール軍中佐でエンジェル隊を温かくも取り仕切る中年男性。エンジェル隊員達には中佐と呼ばれているがエンジェル隊隊長とも言われてもいる。飄々とした性格で、エンジェル隊を娘達と呼ぶ。エンジェル隊の失態でたびたび上司に怒られている。青年時代は特殊工作部隊F6（通称フェアリー隊）に在籍、奇しくもエンジェル隊の5人とよく似た隊員と行動を共にしていた(フェアリー隊はその後すぐに解散となった)。フォルテとは何かと縁があり、ストリート・チルドレン時代に出会っている。サイレントソルジャー戦ではフォルテを救出したりしている。異名は「白き超新星の狼」。自分の髭に誇りを持っており、けなされると激しく怒り、普段温厚である彼が大戦時代の彼に戻ってしまいその実力はフォルテの撃った弾丸を足で蹴り返すという並外れた力を持っている。現在身寄りはいない。意外に野心家だと思われる一面もある。趣味はチェス。ノーマッドが相手をしている。また少女漫画のコレクターでもあり、自室の隠し棚の中には大量のコレクションが収められている。ラジオドラマでは、今の職場は左遷ではなく志願だと言っている。
女子ばかりの中に男が1人いた方が、声のバランスがいいという考えから登場することとなった。原作系でのタクトと被らないよう、エンジェル隊と絶対に恋愛関係にならないキャラクターとして設定された。俳優の藤村俊二がモデルであり、名称も彼の愛称である「おひょいさん」からつけられた。
ノーマッド
声：かないみか
ロストテクノロジーによって造られた人工知能（AI）。時代・地域を問わない広範な知識と、あらゆる機械に介入・操作する能力を持つが、「第1期#8天然ミルフィーユの査察あんかけ」の時、ミントの大型金庫を破ることはできなかった。本体は葉書大の半透明カード状だが、通常はヴァニラお手製のぬいぐるみに収まっている。おしゃべりで毒舌家のためか、エンジェル隊（特にフォルテと蘭花）に殴られたり、銃で撃たれることも多く、さらには袋叩きにされたこともある。周囲のツッコミ役であり、やられ役でもある。あらゆる有人兵器が通用しない敵性体・キュウタロウ（第1期#23に登場）迎撃用誘導ミサイルのAIだったが、ミサイルとしての人生に疑問を持ち、アステロイドに逼塞していたところ、ヴァニラに回収された。以来ヴァニラを大切な人と考えている。ヴァニラを一時的に失ったときは、エンジェル隊4人を完全に弄んでいた。自力で移動することはできないが、たびたび改造されて歩行が可能になる。
正式名称は「MA347612890 GT40785791 32R24マルマルZ 17924398 TZR二千モジュラー誘導タイプ 452963752391 MQTOゴールドランチシステムGLS搭載自己判断型タイプ ダブルオー・スリーセブン 293165734285 YGNKTIO1200 YMCA4126 PPPKG53ノーマッド」
原作系にはそのままでは登場しないが、コミック版には風鈴などの姿になってゲスト出演した。
企画時にかなんによって描かれた宇宙生物のスケッチのひとつがもとになっている。元々はゲストキャラクターの予定だったが、アニメオリジナルのレギュラーキャラクターが必要とされたためレギュラー化した。名前は『宇宙大作戦』第32話「超小型宇宙船ノーマッドの謎」に由来する。
ペイロー兄弟
第3期以降に登場する双子の兄弟。
解散したエンジェル隊に代わって組織された「ギャラクシーツインスター隊」のメンバー。しばしば（再結成された）エンジェル隊と張り合うが、いつも返り討ちに遭っている。一緒に任務を行うこともある。
子供向け・女性ファン向けを意識して登場させることとなった。CDドラマ版の設定では出しにくいと判断され、エンジェル隊のライバルチームとして設定された。
マリブ・ペイロー
声：サエキトモ
年齢：10歳
双子の兄弟の兄。温厚な性格（意外と腹黒い）で学究肌。眼鏡にコート型の白い制服を着用。
自身の研究（と言うか面白いと思うことなら）のためには、エンジェル隊はもちろん、ココモすら犠牲にする。
ココモ・ペイロー
声：三瓶由布子
年齢：10歳
双子の兄弟の弟。兄とは反対に血気盛んな性格。赤い制服のほかパワードスーツも着用する。

メアリー少佐
声：大原さやか
年齢：20代(?)
ギャラクシーツインスター隊の隊長。フルネームは不詳。辣腕の女性将校で、エンジェル隊としばしば張り合うが、反面ペイロー兄弟（特にココモ）には手を焼いている。士官学校時代の異名は「金色の吠える流星」。
わるもの3人組
痩身少壮のパトリック（声：陶山章央）、長髪の青年ジョナサン（声：吉野裕行）、小柄でがっちりした体格のガスト（声 : 保村真）の3人組。3人で、あるいは個別に悪事を働くが、ほとんどはエンジェル隊に妨害され、成功したことはない。
第1・2・4期のセミレギュラーだが、「同じ顔の別人」という扱いとされており、各話ごとの関連性はなく、エピソードによっては悪役以外でも登場する。元々は1話限りのゲストキャラクターの予定だったが、次の悪役を考えるのが面倒だったため続投した。
シャックン・ユリッペ
- シャックン（声：新谷良子）
- ユリッペ（声：沢城みゆき）

第1期18話「サルのサルベージコンボ」で初登場。「時間の尺が余ったので穴埋めに登場させた」キャラクターなので「シャックン」。コンビーフが好きな相方のユリッペに召喚され、コンビーフの缶の形状についてのトークを始めるが15秒しか無いので中途半端なところで終わってしまう。
その後、シャックンはラジオドラマ「エンジェルこぼれ話」（ドラマCD「ギャラクシーエンジェルでSHINE!」に収録）第9話「しゃっくりを止めての巻」に再登場。ミルフィーユの胃の中で繁殖してしゃっくりを起こしていたのでフォルテとミントがミクロ化してミルフィーユの体内に入り、シャックン軍団と大乱闘を繰り広げた。フォルテ曰く、大ボスのマザーシャックンが強敵。
レベッカ
声：佐久間レイ
第3期51話「Final dish REBECCA」に登場。バール星117刑務所に収容されている囚人。500年前にトランスバール星の1/2を焼け野原にし、人口の約1/3を死亡させた重罪人。事件の深刻性から軍から警備されており、顔写真は一切ない。懲役2000年という重い罰により500年服役していたが脱走する。
正体は人々の憎しみや悲しみによって実体化した思念。500年前の事件は殺人ではなく軍の新兵器開発施設の事故であり、その事件の真相を隠すために作られた架空の存在。だが、レベッカという人物を完全に架空とすることができないため、一人の軍人がレベッカのモデルとなり自らもコールドスリープされている。
脱獄後、機械衛星を動かしトランスバールを破壊しようとするが、モデルとなった人物がコールドスリープから目覚め事なきを得、レベッカ自身も消え去った。
ハリー大佐
声：山寺宏一
第3期39話「なかなかオチない中オチ」に登場。トランスヴァール軍大佐。本部でも有名なエリート直球コースで、世話係もおり、妻も美人など家柄も相当よい。温厚で優しい性格。
エンジェル隊を一週間、特別に指導した。銃の腕も紋章機の操作も戦い方も完璧だったために、「完璧な人間がいるはずがない」と否定したフォルテ達は色々な手を使って、彼が完璧でない部分（いわゆる「オチ」）を探そうとしたが、最終的には見つからなかった。「エンジェル隊は楽しかった」と感謝し、そして、妻と休暇をとるために宇宙船で去っていったが、爆発した。オチがついたと思われたが、電話によるとハリー大佐は無事で、乗っていた全員も無事らしい。

## 制作
|                                                             | 第1期                           | 第2期                           | 第3期                           | 第4期                                                                |
| ----------------------------------------------------------- | ------------------------------- | ------------------------------- | ------------------------------- | -------------------------------------------------------------------- |
| 原作 企画（第1期）                                          | ブロッコリー                    | ブロッコリー                    | ブロッコリー                    | ブロッコリー                                                         |
| 総監修                                                      | 水野良                          | 水野良                          | 水野良                          | 水野良                                                               |
| キャラクター原案                                            | かなん                          | かなん                          | かなん                          | かなん                                                               |
| 監督                                                        | 浅香守生 大橋誉志光             | 浅香守生 大橋誉志光             | 高柳滋仁                        | 高柳滋仁                                                             |
| シリーズ構成                                                | 井上敏樹                        | 井上敏樹                        | 井上敏樹                        | 井上敏樹                                                             |
| キャラクターデザイン                                        | 藤田まり子                      | 藤田まり子                      | 藤田まり子                      | 藤田まり子                                                           |
| メカニックデザイン                                          | 高倉武史 企画デザイン工房 戦船  | 高倉武史 企画デザイン工房 戦船  | 高倉武史 企画デザイン工房 戦船  | 高倉武史 企画デザイン工房 戦船                                       |
| 総作画監督                                                  | -                               | -                               | 藤田まり子                      | 藤田まり子                                                           |
| 総作画監督                                                  | -                               | -                               | 古賀誠                          | -                                                                    |
| 美術監督                                                    | 高橋和博                        | 高橋和博                        | 高橋和博                        | 高橋和博                                                             |
| 撮影監督                                                    | 山口仁                          | 荻原猛夫                        | 岸克芳                          | 宮田崇弘                                                             |
| 色彩設計                                                    | 角本百合子                      | 角本百合子                      | 角本百合子                      | 角本百合子                                                           |
| 色彩設計                                                    | -                               | 佐藤秀一                        | -                               | 梅崎ひろこ                                                           |
| 編集                                                        | 寺内聡                          | 重村建吾                        | 重村建吾                        | 三嶋章紀                                                             |
| 編集                                                        | -                               | -                               | 肥田文                          | 肥田文                                                               |
| 音楽                                                        | 七瀬光                          | 七瀬光                          | 七瀬光                          | 七瀬光                                                               |
| 音響監督                                                    | たなかかずや                    | たなかかずや                    | たなかかずや                    | たなかかずや                                                         |
| プロデューサー                                              | 里見哲朗、森本浩二              | 里見哲朗、森本浩二              | 里見哲朗、森本浩二              | 里見哲朗、森本浩二                                                   |
| プロデューサー                                              | 小野達矢                        | 金岡英司 渡辺和哉               | 金岡英司 渡辺和哉               | 金岡英司（第1話 - 第2話） 原弘之（第3話 - 第13話） 市井美帆 中野葉子 |
| エグゼクティブプロデューサー（第1期） 企画（第2期 - 第4期） | 木谷高明、丸山正雄              | 木谷高明、丸山正雄              | 木谷高明、丸山正雄              | 木谷高明、丸山正雄                                                   |
| エグゼクティブプロデューサー（第1期） 企画（第2期 - 第4期） | -                               | 川城和実                        | 川城和実                        | 川城和実                                                             |
| アニメーション制作                                          | マッドハウス                    | マッドハウス                    | マッドハウス                    | マッドハウス                                                         |
| 製作                                                        | ブロッコリー バンダイビジュアル | ブロッコリー バンダイビジュアル | ブロッコリー バンダイビジュアル | ブロッコリー バンダイビジュアル                                      |
| 製作                                                        | -                               | テレビ大阪 読売広告社           | テレビ大阪 読売広告社           | テレビ大阪 読売広告社                                                |

### スタッフ
シリーズ構成の井上敏樹はマッドハウスの丸山正雄に声を掛けられて参加した。脚本家は井上によって集められた。小林靖子は井上以外で唯一全期に参加したが、第4期で担当したのは1本だけで、それもほかの仕事が入っている中で無理を言っての参加だった。會川昇や伊藤和典も参加を呼び掛けられたが実現しなかった。
キャラクターデザインは藤田まり子が担当。かわいい女の子ものの作品を制作するというので参加を呼びかけられ、キャラクターデザインは本作が初めてとなるがせっかく誘われたのだからと参加した。

### 第1期
当時放送されていたドラマ『女子アナ給湯室』のようなものを制作するというのがブロッコリー側の提案で、それを丸山に依頼しにいったのが企画の始まりとなる。ゲーム版では壮大なスペースオペラを描き、アニメ版ではキャラクターのかわいさを掘り下げるという意図である。監督は大橋誉志光が担当する予定だったが、大橋に監督経験がなかったため浅香守生との2人体制となった。脚本の打ち合わせなどは2人で参加し、コンテは奇数話を大橋、偶数話を浅香がチェックしている。
本来はシリアスな話を制作するはずだったが、尺が10分と短かったため大橋、浅香ともに無理と判断し、普通の話、シリアス、コメディとさまざまな単発話を制作することになったが、徐々にコメディのみになっていった。原作側の要望としては、キャラクターの生い立ちやトラウマはゲーム版で解消されるためそれらは描かないこと、ゲーム版が恋愛シミュレーションのため恋愛要素は入れないことというものがあった。
当初は「お洒落コメディ」を目指していたが、井上が執筆した第9話「ロストテクノロジーのローストビーフ」からなんでもありの内容となった。ロストテクノロジーがキーアイテムなのにそれを活かした話がなかったため、その1発目を井上に依頼したところ「よく分かんない話」ができあがり、これで制作陣が作品の方向性を理解した。プロデューサーの里見哲朗によれば、自分たちはザ・ドリフターズをやっていることに第9話で気づいたという。声優陣も第9話辺りから慣れていき、藤田も第7、9話辺りから本作でのキャラクターデザインを理解していった。
第17話に『デ・ジ・キャラット』のでじことぷちこが登場した際には、同作のキャラクターデザイナーである山川吉樹が2人の作画を担当している。
テレビ未放送話「スキヤキ弁当五人前」は話数を全26話にするため制作された。

### 第2期
この作品から前作のセル画からCG画（デジタル彩色）に変わった。
第1期から間を空けて第2期を制作することは当初からほぼ決まっていた。元々はアニマックスで1月から放送する予定だったが、『Cosmic Baton Girl コメットさん☆』の放送短縮により急遽同作の後番組として放送されることとなった。このようなイレギュラーな放送のため話数が少ない。地上波での放送のため、蘭花とフォルテのコスチュームが露出度の低いものに変更されている。
企画担当者の木谷高明は第2期・第3期を子供向け作品として制作しているつもりであったため、雑誌『幼稚園』（小学館）で『ギャラクシーエンジェル』が連載されていた。

### 第3期
子供向けや女性ファンを意識して、原作系のCDドラマに登場したペイロー兄弟（マリブ・ペイロー、ココモ・ペイロー）がツインスター隊としてアニメ初登場。これに伴いアニメ版オリジナルの新キャラクターメアリー少佐も加わった。また、今期のみわるもの3人組が登場しない（ただし、同一声優による「猫覆面の男」が数話に出ており、同一人物たちの可能性が指摘されている）。
当初から制作がほぼ決定していた第2期と違い、第3期は突然制作が決まった。第3期で話数がちょうど100話となったが、これにはシリーズをきれいに終わらせるためぴったり100話にする意図があった。最終話はゲーム版に近い雰囲気にして、キャラクターをゲーム版に返す意味も込めて最後に「To be continued」と表示させたが、最終話でこの表示を入れるのはNGであったといい、テレビ局に非常に怒られたという。
里見は『ダーティペア』のような話をやりたいと考えていたため、『ダーティペア』の脚本を書いたことのある井上にそのことを以前から伝えており、最終話にこの話が持ってこられた。ただし時間がなかったため井上はプロットのみ担当し、滝晃一がそれをシナリオに起こし、高柳滋仁が絵コンテでいじるという形で制作された。

### 第4期
ゲームで登場していた烏丸ちとせが今シリーズから参加。里見によれば、第4期は制作しないと聞かされていたという。脚本家メンバーが多く入れ替えられた。

## 主題歌
第1期
オープニングテーマ「ギャラクシー★Bang!Bang!」
作詞 - 田辺智沙 / 作曲・編曲 - 和泉一弥 / 歌 - エンジェル隊
エンディングテーマ「ホロスコープ・ラプソディ」
作詞 - 田辺智沙 / 作曲・編曲 - 七瀬光 / 歌 - エンジェル隊
- アニマックスでの本放映ではエンディング無し。

第2期
オープニングテーマ「夢見たい★ANGEL隊」
作詞 - 田辺智沙 / 作曲 - 平間あきひこ / 編曲 - 南良樹 / 歌 - エンジェル隊
エンディングテーマ「はっぴぃ・くえすちょん」
作詞 - 田辺智沙 / 作曲・編曲 - 和泉一弥 / 歌 - エンジェル隊
挿入歌「たたかえぼくらの×××」（第4回第8話）
作詞 - 佐藤勝一 / 作曲・編曲 - 七瀬光 / 歌 - 宮内タカユキ

第3期
オープニングテーマ
「ギャラクシー☆ばばんがBang!」（第1 - 14回）
作詞 - 田辺智沙 / 作曲 - 和泉一弥 / 編曲 -  金井江右、南良樹 / 歌 - エンジェル隊（第14回のみ堀江美都子とエンジェル'03名義）
- 「ギャラクシー☆Bang!Bang!」の詞、編曲を変えたもの。

「エンジェル★うっきー」（第15 - 26回、スペシャル、ミュージックコレクション収録話）
作詞 - 田辺智沙 / 作曲・編曲 - HULK / 歌 - エンジェル隊

エンディングテーマ
「エンジェルわっしょい!」（第1 - 14回）
作詞 - 江幡育子 / 作曲・編曲 - HULK / 歌 - エンジェル隊
「ドタバタ☆エンジェループ」（第15 - 25回、スペシャル、ミュージックコレクション収録話）
作詞 - 江幡育子 / 作曲・編曲 - 金井江右 / 歌 - エンジェル隊
- スペシャル、ミュージックコレクション収録話に限り、通常入っているフォルテのセリフ部分がない。

「In the Chaos」（第26回）
作詞 - 奥井雅美 / 作曲・編曲 - 河野陽吾 / 歌 - JAM Project featuring 奥井雅美

挿入歌
「ピュルリク ピュルリク」（第14回第27話）
歌 - 堀江美都子
「戦え エンジェルファイブ」（第25回第49話）
作詞・作曲・編曲 - 金井江右 / 歌 - 宮内タカユキ

第4期
オープニングテーマ「エンジェル★ろっけんろー」
作詞 - 田辺智沙 / 作曲・編曲 -  飯塚昌明 / 歌 - エンジェル隊
エンディングテーマ
「Jelly Beans」（第1回 - 第12回）
作詞 - 田辺智沙 / 作曲・編曲 - 金井江右 / 歌 - ミルフィーユ・桜葉（新谷良子）＆烏丸ちとせ（後藤沙緒里）
「FINAL FLIGHT」（第13回）
作詞 - ゆうまお / 作曲・編曲 - 金井江右 / 歌 - エンジェル隊

挿入歌
「天使の真実」（第4回8話）
作詞・作曲・編曲 - 金井江右 / 歌 - 栗林みな実
「もっと！エンジェル」（第5回10話）
作詞・作曲・編曲 - 金井江右 / 歌 - 金月真美
「愛しの浜辺」（第7回13話）
作詞 - 荒木哲郎 / 作曲・編曲・歌 - きただにひろし
「黄昏Day Dream」（第7回14話）
作詞 - 田辺智沙 / 作曲 - 金井江右 / 編曲 - 百石元 / 歌 - ウォルコット・O・ヒューイ（藤原啓治）

## 各話リスト

### 第1期
| 話数 | サブタイトル                               | 脚本     | 絵コンテ   | 演出       | 作画監督   | 放送日        |
| ---- | ------------------------------------------ | -------- | ---------- | ---------- | ---------- | ------------- |
| 1    | リゾート風幸運包みエンジェル仕立て         | 井上敏樹 | 大橋誉志光 | 大橋誉志光 | 藤田まり子 | 2001年 4月7日 |
| 2    | ギャンブルポワレミルフィーユソース         | 佐藤勝一 | 浅香守生   | 浅香守生   | 濱田邦彦   | 4月14日       |
| 3    | アステロイドの拾い物炒めヴァニラ風味       | 滝晃一   | 北尾勝     | 荒木哲郎   | 北尾勝     | 4月21日       |
| 4    | 産地直送エンジェルの盛り合わせ             | 遠藤明範 | 栗本宏志   | 栗本宏志   | 渡辺英樹   | 5月12日       |
| 5    | 廃校のテリーヌ思い出仕込み海賊風           | 金巻兼一 | 藤本義孝   | 藤本義孝   | 実原登     | 5月19日       |
| 6    | フォルテの遺跡煮込みトラブル漬け           | 菅良幸   | 藤本義孝   | 藤本義孝   | 実原登     | 5月26日       |
| 7    | 遊園地名物にわとりコンポートミント添え     | 佐藤勝一 | 山口頼房   | 山口頼房   | 濱田邦彦   | 6月2日        |
| 8    | 天然ミルフィーユの査察あんかけ             | 滝晃一   | 鎌仲史陽   | 鎌仲史陽   | 古賀誠     | 6月9日        |
| 9    | ロストテクノロジーのローストビーフ         | 井上敏樹 | 高柳滋仁   | 高柳滋仁   | 北尾勝     | 6月16日       |
| 10   | 恋の小籠包ルージュ風味                     | 金巻兼一 | 鎌仲史陽   | 鎌仲史陽   | 古賀誠     | 6月23日       |
| 11   | 包帯巻き銃弾散らし寿司                     | 滝晃一   | 寺東克己   | 三宅雄一郎 | 三宅雄一郎 | 6月30日       |
| 12   | ベースボールとネグリジェのグラッセ         | 遠藤明範 | 廣川集一   | 廣川集一   | 山沢実     | 7月7日        |
| 13   | 大誘拐満漢全席                             | 小林靖子 | 鎌仲史陽   | 鎌仲史陽   | 古賀誠     | 7月14日       |
| 14   | Downtown Soulfood ODEN                     | 金巻兼一 | 高山朋浩   | 成田歳法   | 高山朋浩   | 7月21日       |
| 15   | 落としモノぽとふ                           | 菅良幸   | 荒木哲郎   | 荒木哲郎   | 北尾勝     | 7月28日       |
| 16   | グリル・ド・箱入りムスメ                   | 小林靖子 | 藤本義孝   | 藤本義孝   | 実原登     | 8月4日        |
| 17   | エンジェル缶詰ほうとう付き                 | 菅良幸   | 高柳滋仁   | 高柳滋仁   | 藤田まり子 | 8月11日       |
| 18   | サルのサルベージコンボ                     | 金巻兼一 | 寺東克己   | 三宅雄一郎 | 三宅雄一郎 | 8月18日       |
| 19   | エンジェルキッス・ガトー・デ・ミルフィーユ | 菅良幸   | 松尾衡     | 松尾衡     | 中原清隆   | 8月25日       |
| 20   | 特盛サバイバル定食                         | 小林靖子 | 鎌仲史陽   | 鎌仲史陽   | 古賀誠     | 9月8日        |
| 21   | デコピザ                                   | 佐藤勝一 | 伊藤浩二   | 宮田亮     | 田中将賀   | 未放送        |
| 22   | 看板娘特製秘密の包み焼き                   | 滝晃一   | 荒木哲郎   | 鎌仲史陽   | 北尾勝     | 9月15日       |
| 23   | 闇鍋お笑いペッパー                         | 井上敏樹 | ねこまたや | 池田重隆   | 田中将賀   | 9月22日       |
| 24   | 激盛ミサイル丼もっこり涙味                 | 滝晃一   | 荒木哲郎   | 鎌仲史陽   | 春日井浩之 | 9月29日       |
| 25   | 堕天使の暗黒宇宙茶漬け                     | 杉原研二 | 浅香守生   | 浅香守生   | 藤田まり子 | 9月29日       |
| 26   | スキヤキ弁当五人前                         | 佐藤勝一 | 寺東克己   | 荒木哲郎   | 北尾勝     | 未放送        |

- 「デコピザ」は#21として放送予定だったが、放送中止。直前に発生した歌舞伎町ビル火災事件の原因としてガス爆発が疑われていた時期だったためとされる[24][注 2]。
- 『ギャラクシーエンジェル エンジェル隊お仕事ファイル2』においては「スキヤキ弁当五人前」を#23としており、「闇鍋お笑いペッパー」以降が1話ずつずれている[25]。

### 第2期
| 回数 | 話数 | サブタイトル                       | 脚本     | 絵コンテ | 演出         | 作画監督   | 放送日        |
| ---- | ---- | ---------------------------------- | -------- | -------- | ------------ | ---------- | ------------- |
| 1    | 1    | 天使のチャレンジゼリートライアル   | 井上敏樹 | 浅香守生 | 鎌仲史陽     | 藤田まり子 | 2002年 2月3日 |
| 1    | 2    | 筋肉隆々担担麺                     | 佐藤勝一 | 原博     | 原博         | 高乗陽子   | 2002年 2月3日 |
| 2    | 3    | 前略 ため息のバロティーヌ          | 金巻兼一 | 小林智樹 | 小林智樹     | 千葉道徳   | 2月10日       |
| 2    | 4    | びっくり点心                       | 金巻兼一 | 菊地一仁 | 松本まさゆき | 実原登     | 2月10日       |
| 3    | 5    | 思い出激走 八宝菜                  | 杉原研二 | 荒木哲郎 | 荒木哲郎     | 小笠原篤   | 2月17日       |
| 3    | 6    | 立ちこめる霧のソルベ               | 滝晃一   | 畠山茂樹 | 畠山茂樹     | 小林一三   | 2月17日       |
| 4    | 7    | 恋の煮こごり純情包み揚げ           | 金巻兼一 | 原博     | 鎌仲史陽     | 高乗陽子   | 2月24日       |
| 4    | 8    | ウェディングケーキ合体スペシャル   | 佐藤勝一 | 荒木哲郎 | 荒木哲郎     | 古賀誠     | 2月24日       |
| 5    | 9    | GA解析懐石                         | 小林靖子 | 荒木哲郎 | 荒木哲郎     | 北尾勝     | 3月3日        |
| 5    | 10   | お好み♥復讐ランチ                  | 滝晃一   | 山口頼房 | 山口頼房     | 堀越久美子 | 3月3日        |
| 6    | 11   | 彼岸への回転寿司                   | 小林靖子 | 小林智樹 | 小林智樹     | 高乗陽子   | 3月10日       |
| 6    | 12   | 鋼のジャンバラヤ                   | 金巻兼一 | 橋本光夫 | 畠山茂樹     | 千葉道徳   | 3月10日       |
| 7    | 13   | 機内食（具沢山弁解カレー）         | 滝晃一   | 原博     | 原博         | 斎藤雅和   | 3月17日       |
| 7    | 14   | 愛と疑惑のもんじゃ                 | 小林靖子 | 鎌仲史陽 | 鎌仲史陽     | 飯飼一幸   | 3月17日       |
| 8    | 15   | 新鮮とれたて驚異の舟盛り           | 佐藤勝一 | 荒木哲郎 | 荒木哲郎     | 高乗陽子   | 3月24日       |
| 8    | 16   | 禁断のムニエル魅惑の山かけ         | 金巻兼一 | 福本潔   | 小林智樹     | 名和宗則   | 3月24日       |
| 9    | 17   | ツキなし月見そば                   | 杉原研二 | 山口頼房 | 橋本光夫     | 堀越久美子 | 3月31日       |
| 9    | 18   | 誰も見たことのない謎のカルパッチョ | 井上敏樹 | 島津奔   | 荒木哲郎     | 藤田まり子 | 3月31日       |
| -    | 19   | 硝煙と紫煙のカスレ                 | 佐藤勝一 | 原博     | 小高義規     | 飯飼一幸   | 未放送        |

- #3のサブタイトルは「太古と伝承と原始と幻と村長とお土産と祭りと窓と湖と銃口とお星様とマイクと笑顔とカミングスーンとグラビア写真集とホテルと失踪と森とため息のバロティーヌ」だが、長すぎるため本放送では省略された[26]。
- 「硝煙と紫煙のカスレ」はテレビ放送される予定だったが、飲酒や喫煙を重要点として描写することが日曜朝には不適切と判断されて放送されなかった[26]。

### 第3期
| 回数 | 話数 | サブタイトル                                 | 脚本                                    | 絵コンテ             | 演出                 | 作画監督            | 放送日         |
| ---- | ---- | -------------------------------------------- | --------------------------------------- | -------------------- | -------------------- | ------------------- | -------------- |
| 1    | 1    | 捜索おやじ風 創作おじや                      | 井上敏樹                                | 高柳滋仁             | 荒木哲郎             | 藤田まり子          | 2002年 10月6日 |
| 1    | 2    | 元祖エンジェルパフェ全部入り                 | 井上敏樹                                | 高柳滋仁             | 荒木哲郎             | 藤田まり子          | 2002年 10月6日 |
| 2    | 3    | シャッフルフレンチ・デザート抜き             | 佐藤勝一                                | 橋本光夫             | 橋本光夫             | 小笠原篤            | 10月13日       |
| 2    | 4    | スペシャル前菜・メインディッシュ抜き         | 滝晃一                                  | 橋本光夫             | 橋本光夫             | 古賀誠 高乗陽子     | 10月13日       |
| 3    | 5    | 特製ミルフィーユのビックリサンド             | 金巻兼一                                | 荒木哲郎             | 荒木哲郎             | 北野幸広            | 10月20日       |
| 3    | 6    | はぐはぐハグ鍋                               | 小林靖子                                | 荒木哲郎             | 荒木哲郎             | 北野幸広            | 10月20日       |
| 4    | 7    | 冷製ロトサバ 当たりつき                      | 小林靖子                                | しまづ聡行           | 小林智樹             | 堀川直哉            | 10月27日       |
| 4    | 8    | つるつるパスタ                               | 金巻兼一                                | しまづ聡行           | 小林智樹             | 廊雲深              | 10月27日       |
| 5    | 9    | ぼったくりサラダバー                         | 金巻兼一                                | 長井竜幸             | 太田雅彦             | 北尾勝              | 11月3日        |
| 5    | 10   | エンジェルバナナのたたき売り                 | 金巻兼一                                | 太田雅彦             | 太田雅彦             | 北尾勝              | 11月3日        |
| 6    | 11   | 病みつきクルミパイ                           | 玉井☆豪                                 | しまづあきとし       | 橋本光夫             | 斉藤和也            | 11月10日       |
| 6    | 12   | 天使のごった煮 味くらべ                      | 佐藤勝一                                | しまづあきとし       | 橋本光夫             | 高乗陽子            | 11月10日       |
| 7    | 13   | 激レアフォーチュンクッキー                   | 野尻抱介                                | 佐山聖子             | そーとめこういちろう | 田中将賀            | 11月17日       |
| 7    | 14   | 激辛 お子さまランチ                          | 金巻兼一                                | 佐山聖子             | 越智浩仁             | 田中将賀            | 11月17日       |
| 8    | 15   | さよならぼくらの土瓶蒸し                     | 金巻兼一                                | 原博                 | 水本葉月             | 小笠原篤            | 11月24日       |
| 8    | 16   | ヒゲつきカルビ丼こい口ソース                 | 玉井☆豪                                 | 原博                 | 水本葉月             | 堀川直哉            | 11月24日       |
| 9    | 17   | 野望貧乏棒々鶏                               | 井上敏樹                                | 坂田純一             | 荒木哲郎             | 菊池聡延            | 12月1日        |
| 9    | 18   | 数珠つなぎ手打ちそばつなぎなし               | ときたひろこ                            | 荒木哲郎             | 荒木哲郎             | 菊池聡延            | 12月1日        |
| 10   | 19   | 竹取御膳                                     | 小林靖子                                | しまづ聡行           | 小林智樹             | 日高真由美          | 12月8日        |
| 10   | 20   | さまよえるねこまんま                         | 佐藤勝一                                | しまづ聡行           | 小林智樹             | 名和宗則            | 12月8日        |
| 11   | 21   | 注文の多い寿司                               | ときたひろこ                            | 山本沙代             | 笠井信児             | 北尾勝              | 12月15日       |
| 11   | 22   | 棚からボタ餅ファミリーセット                 | 小林靖子                                | 佐山聖子             | 笠井信児             | 北尾勝              | 12月15日       |
| 12   | 23   | 重々焼き肉食べ放題                           | 堺三保                                  | しまづ聡行           | 木村寛               | 斉藤和也            | 12月22日       |
| 12   | 24   | ギンギラガーンのミックスジュース             | 佐藤勝一                                | しまづ聡行           | 木村寛               | 高橋タクロヲ        | 12月22日       |
| 13   | 25   | ポンコツラーメン替え玉有り                   | 野尻抱介                                | 荒木哲郎             | 荒木哲郎             | 菊池聡延            | 12月29日       |
| 13   | 26   | 押しまくり★おしるこ                          | 玉井☆豪                                 | そーとめこういちろう | 小高義規             | 藤田まり子          | 12月29日       |
| 14   | 27   | ピュルリクマジカルステーキ                   | 小林靖子                                | 小林智樹             | 宮田亮               | 小笠原篤            | 2003年 1月5日  |
| 14   | 28   | 気になるバウムクーヘン                       | 金巻兼一                                | しまづ聡行           | 宮田亮               | 堀川直哉            | 2003年 1月5日  |
| 15   | 29   | 豚足の干ぼし                                 | 小林靖子                                | 坂田純一             | 宍戸淳               | 李時旼              | 1月12日        |
| 15   | 30   | トップがんもどき                             | 金巻兼一                                | 寺東克己             | 高橋丈夫             | 玉井公子            | 1月12日        |
| 16   | 31   | サインはブイヨン                             | 佐藤勝一                                | 原博                 | 水本葉月             | 南伸一郎            | 1月19日        |
| 16   | 32   | 演じるエンジェル潮汁                         | 金巻兼一                                | しまづ聡行           | 園田雅裕             | 日高真由美          | 1月19日        |
| 17   | 33   | 特級イシモチのつみれ                         | ときたひろこ                            | そーとめこういちろう | 小高義規             | 北尾勝              | 1月26日        |
| 17   | 34   | バラバラ湯の花せんべい                       | 杉原研二                                | 荒木哲郎             | 荒木哲郎             | 菊池聡延            | 1月26日        |
| 18   | 35   | 予知三昧菖蒲酒                               | 堺三保                                  | 原博                 | 小林智樹             | 田中雄一            | 2月2日         |
| 18   | 36   | ふるふるプディング                           | 杉原研二                                | しまづ聡行           | 小林智樹             | 斉藤和也            | 2月2日         |
| 19   | 37   | 恋文かき揚げ                                 | 玉井☆豪                                 | 郷敏治               | 臼井文明             | 石橋有希子          | 2月9日         |
| 19   | 38   | 銀河薔薇紅茶（ギャラクティックローズティー） | 金巻兼一                                | 坂田純一             | 横山広実             | 李時旼              | 2月9日         |
| 20   | 39   | なかなかオチない中オチ                       | 小林靖子                                | 伊藤真朱             | 宮田亮               | 高橋タクロヲ        | 2月16日        |
| 20   | 40   | 直送岩おこしの詰め合わせ                     | 金巻兼一                                | 浅香守生             | 園田雅裕             | 斉藤和也            | 2月16日        |
| 21   | 41   | 魔法のつぼ焼き                               | 佐藤勝一                                | そーとめこういちろう | 小高義規             | 菊池聡延            | 2月23日        |
| 21   | 42   | 極寒のホットホットドッグ                     | 佐藤勝一                                | 荒木哲郎             | 荒木哲郎             | 北尾勝              | 2月23日        |
| 22   | 43   | リトライライス                               | 杉原研二                                | 寺東克己             | 鎌仲史陽             | 日高真由美 夕澄慶英 | 3月2日         |
| 22   | 44   | 食べてはいけないお供え物                     | 井上敏樹                                | 原博                 | 北山修二             | 南伸一郎            | 3月2日         |
| 23   | 45   | しめしめこぶじめ                             | 玉井☆豪                                 | 高橋丈夫             | 郷敏治               | 桜井木ノ実          | 3月9日         |
| 23   | 46   | 干物千夜一夜                                 | 小林靖子                                | 玉井公子             | 臼井文明             | 石橋有希子          | 3月9日         |
| 24   | 47   | とにかくエンジェルモーニングセット           | 井上敏樹                                | 大橋誉志光           | 荒木哲郎             | 南伸一郎            | 3月16日        |
| 24   | 48   | 星の子ソーセージ                             | 金巻兼一                                | 坂田純一             | 園田雅裕             | 日高真由美          | 3月16日        |
| 25   | 49   | 新鮮 鯛づくし                                | 玉井☆豪                                 | 原博                 | 宮田亮               | 北尾勝              | 3月23日        |
| 25   | 50   | 糸ひき禁止の糸ひき納豆                       | 小林靖子                                | そーとめこういちろう | 荒木哲郎             | 窪敏                | 3月23日        |
| 26   | 51   | FINAL DISH REBECCA                           | 井上敏樹（プロット） 滝晃一（シナリオ） | 高柳滋仁             | 高柳滋仁             | 藤田まり子          | 3月30日        |
| -    | 52   | めっちゃ!フライドチキン                      | 佐藤勝一                                | しまづ聡行           | 長井龍雪             | 古賀誠 斉藤和也     | 未放送         |
| -    | 53   | 恥カキフライあがり過ぎ                       | 杉原研二                                | 高柳滋仁             | 宮田亮               | 古賀誠              | 未放送         |
| SP   | 54   | フユーレイピューレジュレ                     | 小林靖子                                | そーとめこういちろう | 荒木哲郎             | 斉藤和也            | 12月25日       |
| SP   | 55   | いどうどん                                   | 堺三保                                  | 荒木哲郎             | 荒木哲郎             | 日高真由美          | 12月25日       |

### 第4期
| 回数 | 話数 | サブタイトル                               | 脚本       | 絵コンテ             | 演出     | 作画監督                | 放送日        |
| ---- | ---- | ------------------------------------------ | ---------- | -------------------- | -------- | ----------------------- | ------------- |
| 1    | 1    | 非凡平凡チョコボンボン                     | 井上敏樹   | 高柳滋仁             | 高柳滋仁 | 藤田まり子              | 2004年 7月8日 |
| 1    | 2    | 貴女をおもゆ…                              | 井上敏樹   | 高柳滋仁             | 高柳滋仁 | 阿部純子                | 2004年 7月8日 |
| 2    | 3    | ラッキーモンキー汗かきベソかき穴あきー焼き | 大和屋暁   | 鎌仲史陽             | 鎌仲史陽 | 日高真由美              | 7月15日       |
| 2    | 4    | 友情の切り身お試し価格                     | 古怒田健志 | 田所修               | 鎌仲史陽 | 日高真由美              | 7月15日       |
| 3    | 5    | 侵略スパイス中佐三昧                       | 井上敏樹   | 荒木哲郎             | 荒木哲郎 | 菊池聡延                | 7月22日       |
| 3    | 6    | お見アイス                                 | 石橋大助   | 荒木哲郎             | 荒木哲郎 | 北野幸広                | 7月22日       |
| 4    | 7    | わざわざコトコト煮込んだスープ             | 大和屋暁   | 鎌仲史陽             | 園田雅裕 | 飯飼一幸                | 7月29日       |
| 4    | 8    | 哀しみ憎しみ凍み豆腐                       | 犬飼和彦   | 原博                 | 園田雅裕 | 飯飼一幸                | 7月29日       |
| 5    | 9    | じゃんじゃん炊飯じゃー                     | 与口奈津江 | そーとめこういちろう | 土屋浩幸 | 内田孝                  | 8月5日        |
| 5    | 10   | ラブ米                                     | 犬飼和彦   | 山本沙代             | 土屋浩幸 | 内田孝                  | 8月5日        |
| 6    | 11   | 思い出ぎゅうぎゅう鍋                       | 古怒田健志 | 瀬田用賀             | 嵯峨敏   | 名和宗則                | 8月12日       |
| 6    | 12   | その時歴史は、プリンセスメロン             | 大和屋暁   | 原博                 | 水本葉月 | 斎藤和也                | 8月12日       |
| 7    | 13   | 成りアガリクスダケ                         | 犬飼和彦   | 荒木哲郎             | 宮田亮   | 北野幸広                | 8月19日       |
| 7    | 14   | お守りそば                                 | 犬飼和彦   | そーとめこういちろう | 宮田亮   | 北野幸広                | 8月19日       |
| 8    | 15   | トラのうま煮                               | 大和屋暁   | そーとめこういちろう | 鎌仲史陽 | 日高真由美              | 8月26日       |
| 8    | 16   | 今日風（株）ラ蒸し                         | 大和屋暁   | 原博                 | 鎌仲史陽 | 日高真由美              | 8月26日       |
| 9    | 17   | コ・ロ・ロ・ロシアンティー                 | 大和屋暁   | 原博                 | 森山洋   | 菊池聡延                | 9月2日        |
| 9    | 18   | アヴェンジャーエール                       | 大和屋暁   | 荒木哲郎             | 遠藤卓司 | 菊池聡延                | 9月2日        |
| 10   | 19   | 燃焼系傷心揚げ                             | 玉井☆豪    | 本田拓人             | 藤本ジ朗 | 斎藤和也                | 9月9日        |
| 10   | 20   | お笑イグサのコイこく                       | 与口奈津江 | 原博                 | 園田雅裕 | 斎藤和也                | 9月9日        |
| 11   | 21   | ハーイ!ちりめんじゃっく                    | 石橋大助   | 園田雅裕             | 小林智樹 | 北野幸広                | 9月16日       |
| 11   | 22   | レイニーブルー                             | 犬飼和彦   | 水本葉月             | 菜香ゆき | 藤田まり子 阿部純子     | 9月16日       |
| 12   | 23   | エンジェルなかまボコ                       | 玉井☆豪    | もりたけし           | 鎌仲史陽 | 内田孝                  | 9月23日       |
| 12   | 24   | カレイ煮付けカレー                         | 小林靖子   | 藤沢俊幸             | 鎌仲史陽 | 佐藤陵、菊池聡延 古賀誠 | 9月23日       |
| 13   | 25   | のぞみかなえたまごとじ                     | 石橋大助   | 荒木哲郎             | 荒木哲郎 | 菊池聡延                | 9月30日       |
| 13   | 26   | オールオッケーロケ弁当                     | 古怒田健志 | 高柳滋仁             | 高柳滋仁 | 藤田まり子              | 9月30日       |

## 放送局
| 放送地域 | 放送局       | 放送期間           | 放送日時                  | 放送区分       | 備考                                      |
| -------- | ------------ | ------------------ | ------------------------- | -------------- | ----------------------------------------- |
| 日本全域 | アニマックス | 2001年4月7日 - 9月 | 土曜 0:30 - 1:00          | CS放送         | リピート放送あり ゲーマーズエクスプレス枠 |
| 大阪府   | テレビ大阪   | 2004年5月 - 6月    | 金曜 3:00 - ?（木曜深夜） | テレビ東京系列 |                                           |

| 放送地域       | 放送局         | 放送期間               | 放送日時          | 放送区分       | 備考   |
| -------------- | -------------- | ---------------------- | ----------------- | -------------- | ------ |
| 大阪府         | テレビ大阪     | 2002年2月3日 - 3月31日 | 日曜 9:30 - 10:00 | テレビ東京系列 | 制作局 |
| 関東広域圏     | テレビ東京     | 2002年2月3日 - 3月31日 | 日曜 9:30 - 10:00 | テレビ東京系列 |        |
| 北海道         | テレビ北海道   | 2002年2月3日 - 3月31日 | 日曜 9:30 - 10:00 | テレビ東京系列 |        |
| 愛知県         | テレビ愛知     | 2002年2月3日 - 3月31日 | 日曜 9:30 - 10:00 | テレビ東京系列 |        |
| 岡山県・香川県 | テレビせとうち | 2002年2月3日 - 3月31日 | 日曜 9:30 - 10:00 | テレビ東京系列 |        |
| 福岡県         | TVQ九州放送    | 2002年2月3日 - 3月31日 | 日曜 9:30 - 10:00 | テレビ東京系列 |        |
| 滋賀県         | びわ湖放送     | 不明                   | 不明              | 独立UHF局      |        |

| 放送地域       | 放送局           | 放送期間                      | 放送日時                                                   | 放送区分       | 備考   |
| -------------- | ---------------- | ----------------------------- | ---------------------------------------------------------- | -------------- | ------ |
| 大阪府         | テレビ大阪       | 2002年10月6日 - 2003年3月30日 | 日曜 9:30 - 10:00                                          | テレビ東京系列 | 制作局 |
| 関東広域圏     | テレビ東京       | 2002年10月6日 - 2003年3月30日 | 日曜 9:30 - 10:00                                          | テレビ東京系列 |        |
| 北海道         | テレビ北海道     | 2002年10月6日 - 2003年3月30日 | 日曜 9:30 - 10:00                                          | テレビ東京系列 |        |
| 愛知県         | テレビ愛知       | 2002年10月6日 - 2003年3月30日 | 日曜 9:30 - 10:00                                          | テレビ東京系列 |        |
| 岡山県・香川県 | テレビせとうち   | 2002年10月6日 - 2003年3月30日 | 日曜 9:30 - 10:00                                          | テレビ東京系列 |        |
| 福岡県         | TVQ九州放送      | 2002年10月6日 - 2003年3月30日 | 日曜 9:30 - 10:00                                          | テレビ東京系列 |        |
| 宮城県         | 東日本放送       | 不明                          | 日曜 2:25 - 2:55（土曜深夜） →日曜 2:20 - 2:50（土曜深夜） | テレビ朝日系列 |        |
| 滋賀県         | びわ湖放送       | 不明                          | 金曜 7:30 - 8:00                                           | 独立局         |        |
| 滋賀県         | 奈良テレビ       | 不明                          | 月曜 17:30 - 18:00                                         | 独立局         |        |
| 和歌山県       | テレビ和歌山     | 不明                          | 土曜 9:30 - 10:00                                          | 独立局         |        |
| 広島県         | 広島ホームテレビ | 不明                          | 木曜 1:46 - 2:16（水曜深夜）                               | テレビ朝日系列 |        |

| 放送地域   | 放送局       | 放送期間               | 放送日時                     | 放送区分       | 備考   |
| ---------- | ------------ | ---------------------- | ---------------------------- | -------------- | ------ |
| 大阪府     | テレビ大阪   | 2004年7月8日 - 9月30日 | 木曜 1:30 - 2:00（水曜深夜） | テレビ東京系列 | 製作局 |
| 関東広域圏 | テレビ東京   | 2004年7月8日 - 9月30日 | 木曜 1:00 - 1:30（水曜深夜） | テレビ東京系列 |        |
| 愛知県     | テレビ愛知   | 2004年7月8日 - 9月30日 | 木曜 1:28 - 1:58（水曜深夜） | テレビ東京系列 |        |
| 和歌山県   | テレビ和歌山 | 不明                   | 不明                         | 独立局         |        |

## ギャラクシーエンジェル ミュージックコレクション

### ギャラクシーエンジェル ミュージックコレクション
テーマソングとキャラクターソング、第2期地上波未放送話「硝煙と紫煙のカスレ」を収録。2002年4月25日、バンダイビジュアルより発売。
収録内容
- ギャラクシー★Bang! Bang!
- ホロスコープ・ラプソディ
- LUCKY GIRL
- Flower Revolution
- 恋するレシピ
- 天使のINORI
- 太陽は燃えている
- Sorry!
- エンジェル・クロニクル
- はなまる◎ワンダフル
- #19「硝煙と紫煙のカスレ」

### ギャラクシーエンジェル ミュージックコレクション2
テーマソングとキャラクターソング、第3期放送終了後に制作された「めっちゃ!フライドチキン」を収録。2003年8月22日、バンダイビジュアルより、ギャラクシーエンジェルAA 1 - 3限定スペシャルパックの特典ディスクとして発売。特典CDとして、「ギャラクシーエンジェルAA スペシャルCD「エンジェルLOVE〜メアリーの憂鬱〜前編」」も同梱されている。
収録内容
- 夢見たい★ANGEL隊
- はっぴぃ・くえすちょん
- あしたのタマゴ
- 100%LOVE
- Good Day,Good Night
- まっしぐら
- ギャラクシー☆ばばんがBang!
- エンジェルわっしょい！
- 戦えぼくらの×××（Short ver.）
- じーえーじーえーCD出ます♪（Short ver.）

#52「めっちゃ！フライドチキン」

### ギャラクシーエンジェル ミュージックコレクション3
テーマソングとキャラクターソング、第3期放送終了後に制作された「恥カキフライあがり過ぎ」を収録。2003年11月28日、バンダイビジュアルより、ギャラクシーエンジェルAA 4 - 6限定スペシャルパックの特典ディスクとして発売。特典CDとして、「ギャラクシーエンジェルAA スペシャルCD Vol2」も同梱されている。
収録内容
- エンジェル★うっきー
- ドタバタ☆エンジェループ
- Lunch Boxいっぱいの愛
- シンデレラ・グラフティ
- Piece of Peace
- ぐるぐるLOVE
- Give me! チョコレート
- In the Chaos
- ピュルリクピュルリク（Short ver.）
- 戦え！エンジェルファイブ

#53「恥カキフライあがり過ぎ」

## 傑作選
2012年4月2日から6月25日まで『ギャラクシーエンジェル ア・ラ・カルト』を 毎週月曜日の22時30分 - 23時00分 TOKYO MXにて放送された。
最終回投票
6月25日（最終回）の放送話をインターネット投票によって決定するという企画が行われ、上位2話が放送された。
| 順位 | 放送期                   | 話数 | サブタイトル                   |   |
| ---- | ------------------------ | ---- | ------------------------------ | - |
| 1    | ギャラクシーエンジェルA  | 18   | 数珠つなぎ手打ちそばつなぎなし | ★ |
| 2    | ギャラクシーエンジェルAA | 27   | ピュルリクマジカルステーキ     | ★ |
| 3    | ギャラクシーエンジェルAA | 31   | サインはブイヨン               |   |
| 4    | ギャラクシーエンジェルX  | 10   | ラブ米                         |   |
| 5    | ギャラクシーエンジェルAA | 28   | 気になるバウムクーヘン         |   |

## 商品

### DVD
ギャラクシーエンジェル

ギャラクシーエンジェルZ
- 第1巻 通常版/Limitedスペシャル（2002年5月25日発売）
- 第2巻（2002年6月25日発売）
- 第3巻（2002年7月25日発売）
- 第4巻（2002年8月25日発売）
- 第5巻（2002年9月25日発売）

ギャラクシーエンジェル ミュージックコレクション
- 1（2002年4月25日発売）
- 2（2003年8月22日発売）
- 3（2003年11月28日発売）

ギャラクシーエンジェルA
- 第1巻 通常版/Limitedスペシャル/Limitedスペシャル超限定版（2002年12月21日発売）
- 第2巻 通常版/Limitedスペシャル（2003年1月25日発売）
- 第3巻 通常版/Limitedスペシャル（2003年2月25日発売）
- 第4巻 通常版/Limitedスペシャル（2003年3月28日発売）
- 第5巻 通常版/Limitedスペシャル（2003年4月25日発売）
- 第6巻 通常版/Limitedスペシャル（2003年5月23日発売）

ギャラクシーエンジェルAA
- 第1巻（2003年8月22日発売）
- 第2巻（2003年8月22日発売）
- 第3巻（2003年8月22日発売）
- 1〜3限定スペシャルパック（2003年8月22日発売）
- 第4巻（2003年11月28日発売）
- 第5巻（2003年11月28日発売）
- 第6巻（2003年11月28日発売）
- 4〜6限定スペシャルパック（2003年11月28日発売）

ギャラクシーエンジェルS
- 通常版/Limitedスペシャル（2004年4月23日発売）

ギャラクシーエンジェル THE SELECTION
- 第1巻（2004年7月23日発売）
- 第2巻（2004年8月27日発売）

ギャラクシーエンジェルX
- 第1巻（2004年11月26日発売）
- 第2巻（2004年11月26日発売）
- 第3巻（2004年11月26日発売）
- 1〜3限定スペシャルパック（2004年11月26日発売）
- 第4巻（2005年1月28日発売）
- 第5巻（2005年1月28日発売）
- 第6巻（2005年1月28日発売）
- 4〜6限定スペシャルパック（2005年1月28日発売）

ギャラクシーエンジェル キャラクターコレクション
- 1 ミルフィーユ・桜葉（2005年2月24日発売）
- 2 蘭花・フランボワーズ（2005年3月25日発売）
- 3 ミント・ブラマンシュ（2005年4月22日発売）
- 4 フォルテ・シュトーレン（2005年5月27日発売）
- 5 ヴァニラ・H（2005年6月24日発売）
- 6 烏丸ちとせ（2005年7月22日発売）

### DVD-BOX
- EMOTION the Best ギャラクシーエンジェル DVD-BOX（2010年4月23日発売）
- EMOTION the Best ギャラクシーエンジェルZ DVD-BOX（2010年4月23日発売）
- EMOTION the Best ギャラクシーエンジェルA（エース） DVD-BOX（2010年4月23日発売）
- EMOTION the Best ギャラクシーエンジェルAA（ダブルエース）+S DVD-BOX（2010年6月25日発売）
- EMOTION the Best ギャラクシーエンジェルX DVD-BOX（2010年6月25日発売）

### Blu-ray BOX
- ギャラクシーエンジェル Blu-ray BOX フルコース（2012年8月24日発売）
- ギャラクシーエンジェル Blu-ray BOX（2012年8月24日発売）
- ギャラクシーエンジェルZ Blu-ray BOX（2012年10月26日発売）
- ギャラクシーエンジェルA（エース） Blu-ray BOX（2012年12月21日発売）
- ギャラクシーエンジェルAA（ダブルエース）+S Blu-ray BOX（2013年2月22日発売）
- ギャラクシーエンジェルX Blu-ray BOX（2013年4月24日発売）

### CD
原作版・ゲーム版関連のCDについては、ギャラクシーエンジェル参照。
主題歌
- ギャラクシー★Bang!Bang!（2001年5月23日、LACM-4014）
- 夢見たい★ANGEL隊（2002年2月28日、LACM-4047）
- ギャラクシー☆ばばんがBang!（2002年10月23日、LACM-4074）
- エンジェル★うっきー（2003年1月22日、LACM-4082）
- Little Wing/In the Chaos（2003年4月23日、LACM-4089）
- エンジェル★ろっけんろー（2004年7月23日、BRDF-3034）

サウンドトラック
- ギャラクシーエンジェル オリジナルサウンドトラック（2001年9月29日、LACA-5067）
- ギャラクシーエンジェル オリジナルサウンドトラックZ（2002年3月27日、LACA-5095）
- ギャラクシーエンジェル オリジナルサウンドトラックぷらす（2003年4月23日、LACA-5162）
- ギャラクシーエンジェル オリジナルサウンドトラックX（2004年10月22日、BRCF-3037）

キャラクターソング等
ギャラクシーエンジェル キャラクターシリーズ
- 01 ミルフィーユ・桜葉（2001年4月25日、LACM-4011）
- 02 蘭花・フランボワーズ（2001年4月25日、LACM-4012）
- 03 ミント・ブラマンシュ（2001年6月27日、LACM-4021）
- 04 ヴァニラ・H（2001年6月27日、LACM-4022）
- 05 フォルテ・シュトーレン（2001年7月25日、LACM-4023）
- 06 ノーマッド（2002年10月2日、LACM-4073）

ギャラクシーエンジェルでシリーズ
- ギャラクシーエンジェルでSHOW♪（2001年8月29日、LACA-5060）
- ギャラクシーエンジェルでGO!（2001年11月29日、LACA-5078）
- ギャラクシーエンジェルでFIGHT!（2002年1月26日、LACA-5089）
- ギャラクシーエンジェルでSHOUT!（2002年4月24日、LACA-5101）
- ギャラクシーエンジェルでWHAT!?（2002年6月26日、LACA-5113）
- ギャラクシーエンジェルでSHINE!（2002年11月22日、LACA-5135）
- ギャラクシーエンジェルでFEVER!（2003年2月26日、LACA-5154）

日めくりCD 「ギャラクシーエンジェル」
- Vol.1（2002年12月25日、LACA-5138）
- Vol.2（2003年3月26日、LACA-5159）
- Vol.3（2003年6月25日、LACA-5185）
- Vol.4（2003年9月26日、LACA-5212）

ラジオドラマCD
- ラジオドラマCD 金のギャラクシーエンジェル（2004年3月26日、BRCF-3023）
- ラジオドラマCD 銀のギャラクシーエンジェル（2004年3月26日、BRCF-3024）
- スペシャル特典 パールのギャラクシーエンジェル（2004年8月1日、金と銀の両方の購入応募特典、GCFC-061）

ギャラクシーエンジェル ドラマCD
- ギャラクシーエンジェル ドラマCD 赤 〜TV-G編〜（2004年12月23日、BRCF-3039）
- ギャラクシーエンジェル ドラマCD 白 〜A-TV編〜（2004年12月23日、BRCF-3040）
- ギャラクシーエンジェル ドラマCD 黒 〜裏番組〜（赤と白の両方の購入応募特典、BCFC-071）

ギャラクシーエンジェル ベストアルバム
- ギャラクシーエンジェル ベストヴォーカルCD（2004年7月22日、LACA-5303）
- ギャラクシーエンジェル 闇鍋CD 極（2004年10月27日 LACA-5331）
- ギャラクシーエンジェル ベストアルバム1“一番搾り”（2005年2月24日発売、BRCF-3043）
- ギャラクシーエンジェル ベストアルバム2“二番煎じ”（2005年4月22日発売、BRCF-3052）
- ギャラクシーエンジェル 主題歌集 エンジェル☆フェスタ（2012年8月22日発売、LACA-15228）